# エメ・ヴァン・ド・ヴィール
- エメー・ヴァン・デ・ヴィーレ

エメ・ヴァン・ド・ヴィール（Aimée van de Wiele, 1907年3月8日 – 1991年11月2日）はベルギーのチェンバロ奏者。20世紀にチェンバロの復興に尽力した古楽器演奏の先駆者である。
ブリュッセルに生まれる。ブリュッセル王立音楽院で学んだ後、パリに留学してワンダ・ランドフスカとアンドレ・ピロに師事。その後は演奏家や作曲家としての経歴を歩んだ。バッハやラモーなど、いくつかの録音を遺している。愛器はプレイエル製のモダン・チェンバロであった。著名な門弟にエリーザベト・ホイナツカがいる。
パリにて没。